# Heinz Liesendahl
Heinz Liesendahl (* 9. September 1926 in Stuttgart) ist ein deutscher Regisseur von Fernsehshows.

## Leben und Wirken
Der Kaufmannssohn studierte ab 1948 das Fach Medizin an der Universität von Heidelberg, das er 1952 mit der Promotion abschloss. Anschließend arbeitete er von 1953 bis 1957 als Assistenzarzt an Heidelbergs Universitäts-Kinderklinik, ehe er einen Berufswechsel vornahm. Er ging zum Süddeutschen Rundfunk, bei dem er zunächst Mitarbeiter der Abendschau wurde und 1959 zum Regieassistenten aufrückte.
Seit 1961, beginnend mit einer Revue mit Johannes Heesters im Mittelpunkt, drehte Liesendahl für die Bavaria-Atelier GmbH in München eine Fülle von Unterhaltungsshows, inszenierte aber auch Ballette und Opern. Bereits 1967 nahm er für seine Leistungen auf diesem Feld die Goldene Kamera (für „Playboy-Playgirl-Playtime“) entgegen. Bekannt machte Liesendahl jedoch vor allem seine Zusammenarbeit in den 1970er Jahren mit den Starkomikern Dieter Hallervorden (Nonstop Nonsens) und Jürgen von Manger (Tegtmeiers Reisen). Liesendahl kollaborierte aber auch mit anderen Größen des Showgeschäfts, darunter Sammy Davis junior, Senta Berger, John Cranko, Theo Lingen, Peter Weck sowie der Kabarettist Gerhard Polt und das Travestie-Duo Mary & Gordy. Ausflüge in die klassische Fernsehfilmregie wie 1977 bei Graf Yoster gibt sich die Ehre blieben die absolute Ausnahmen. Nach einem Geburtstagsporträt für von Manger zog sich Liesendahl 1993 ins Privatleben zurück.

## Filmografie
- 1961: Heut gehen wir ins Maxim
- 1962: Du hast Glück bei den Frau’n
- 1963: Ich lade Sie ein, Fräulein
- 1964: Der Nußknacker
- 1964: Operette – made in USA
- 1965: So schön wie heut …
- 1965: Kennen Sie Miss Johns?
- 1966: Hokus-Pokus mit Gitte und Rex
- 1966: Anna, den Tee!
- 1967: Das Lied, das die Leute mögen
- 1967: Playboy-Playgirl-Playtime
- 1968: Sammy Davis jr. in Europa
- 1969: Wien nach Noten
- 1969: Die Entführung aus dem Serail
- 1969: Die Senta Berger Show
- 1969: Festival der Stars
- 1970: Herb Alpert und die Tijuana Brass
- 1970: Die Voruntersuchung
- 1970: Mit Pauken und Trompeten
- 1970: Glücksspirale
- 1970: Show an Bord
- 1971: Alice und Ellen
- 1971: Die Lester-Wilson-Sow
- 1971: Schneetreiben
- 1975: Im Paß steht Peter Weck
- 1975: Ein Walzer zu zweien
- 1977: Graf Yoster gibt sich die Ehre (zwei Folgen)
- 1977: Es dirigiert: Theo Lingen
- 1973–1978: Schöne Stimmen – Weltstars interpretieren beliebte Opern-Arien
- 1979: Da schau her
- 1972–1980: Tegtmeiers Reisen
- 1975–1980: Nonstop Nonsens
- 1983: Mary und Gordy auf dem Lande
- 1986: Mary & Gordy: Frau’n, Frau’n, Frau’n
- 1986: Nur für Busse (Sketchreihe)
- 1993: Zum 70. Geburtstag von Jürgen von Manger (Co-Regie)